# Richard K Bernstein
Richard K. Bernstein (Nova Iorque, 17 de junho de 1934 – 15 de abril de 2025) foi um médico e um defensor de uma dieta de baixo carboidrato para diabetes para ajudar a se alcançar níveis normais de glicemia em diabéticos. Bernstein teve diabetes tipo 1. Sua clinica médica em Mamaroneck, em Nova Iorque, dedica-se unicamente a tratar diabetes e pré-diabetes. Ele foi membro da Faculdade Americana de Nutrição, da Faculdade Americana de Endocrinologia e da Faculdade de Especialistas Certificados em Ferimentos. Foi autor de seis livros sobre diabetes e sobre normalizar os níveis de glicose no sangue.

## Biografia

### O início de sua vida
Ele nasceu em Nova Iorque em 1934. Em 1946, aos doze anos de idade, o dr. Bernstein foi diagnosticado diabético tipo 1. Durante mais de duas décadas, o dr. Bernstein era o que ele chama de “diabético típico” – um que obedecia fielmente as ordens de seu médico. Apesar de sua tenacidade em enfrentar a doença, as complicações de seu diabetes aumentaram com o passar dos anos e por volta de seus trinta anos de idade, muitos órgãos de seu corpo haviam começado a se deteriorar.

### Conhecendo o glicosímetro
Em outubro de 1969, o dr. Bernstein se deparou com uma propaganda no periódico comercial Lab World que se referia a um novo glicosímetro que dava o resultado em um minuto usando uma gota de sangue. O aparelho destinava-se a funcionários dos prontos socorros hospitalares no intuito de distinguir entre diabéticos e bêbados inconscientes. O aparelho pesava cerca de um quilo e meio e custava US$ 650, estando disponível apenas para médicos registrados e hospitais. Determinado a assumir o controle de sua situação, Bernstein pediu a sua esposa, uma médica, que encomendasse o aparelho para ele. 
Bernstein começou a medir sua glicose cerca de cinco vezes por dia e logo percebeu que os níveis oscilavam significantemente ao longo do dia. Para nivelar sua taxa de glicose, ele ajustou sua aplicação de insulina de uma injeção por dia para duas e fez experimentações com sua dieta, em especial reduzindo seu consumo de carboidratos. Três anos após Bernstein começar a monitorar suas próprias taxas de glicose, suas complicações continuavam a progredir e ele começou a pesquisar artigos científicos sobre a doença. Ele descobriu vários estudos feitos em animais que sugeriam que as complicações do diabetes podiam ser evitadas, e até mesmo revertidas, através da normalização das taxas de glicose no sangue. Isso estava em desacordo com o tratamento então vigente do diabetes focado em dietas baixas em gordura e altas em carboidratos e na prevenção da hipoglicemia e cetoacidose.
Bernstein passou então a tentar alcançar taxas de glicose normais. Dentro de um ano, ele havia conseguido acertar sua insulina e dietas ao ponto de estarem relativamente normais ao longo do dia. Após anos de fadiga crônica e complicações, Bernstein estava se sentindo saudável e cheio de energia. Seus níveis de colesterol e triglicérides agora estavam dentro dos parâmetros normais e seus amigos comentavam que ele não tinha mais um aspecto sombrio. Ele foi um dos primeiros e mais ferrenhos defensores dos diabéticos monitorarem seus próprios níveis de glicose.

### A faculdade de medicina
Bernstein acreditava que a mesma técnica podia ser usada para auxiliar os diabéticos a melhorar grandemente sua qualidade de vida ao adotarem um estilo de vida parecido. Apesar de tratar sua própria condição com sucesso, o fato de não ter credenciais médicas (ele era formado em engenharia) causou-lhe dificuldades para conquistar a atenção necessária da classe médica para mudar o tratamento padrão dado aos diabéticos. Bernstein escreveu um trabalho descrevendo sua técnica e tentou publicá-lo em muitos dos principais periódicos médicos, mas nenhum o aceitou, em parte por ele não ser médico. Em 1977, ele decidiu abandonar seu trabalho e se tornar médico. Ele disse: “Se não posso vencê-los, junto-me a eles”. 
Aos 45 anos de idade, Bernstein entrou para a Faculdade de Medicina Albert Einstein. Em 1983, ele abriu sua própria clínica perto de sua casa em Mamaroneck, Nova Iorque. 
Em 2006, Bernstein estava com seu colesterol HDL em 118, seu LDL em 53, seus triglicérides em 45 e a taxa de glicose em 83mg/dl. Em 2008, aos 74 anos de idade, Bernstein havia ultrapassado a expectativa de vida dos diabéticos tipo 1. Ele atribui sua longevidade a sua abordagem da dieta de baixo carboidratos e às mudanças de estilo de vida que havia desenvolvido para os diabéticos.

## A dieta de baixo carboidrato para diabetes e plano de tratamento
O programa do dr. Bernstein para o tratamento do diabetes foi bastante estimado entre seus pacientes e consegue realizar excelente controle dos níveis de glicose no sangue, o que reduz algumas ou todas as complicações associadas com o diabetes. Para tanto foi se submeter a uma dieta bastante restrita e, em muitos casos, medições frequentes e injeções de insulina. O dr. Bernstein se opõe ferozmente às diretrizes da Associação Americana de Diabetes (ADA) tanto para os diabéticos tipo 1 quanto tipo 2. Suas recomendações alimentares estão em contradição com a maioria das outras dietas.
Alguns destaques de seu programa de tratamento incluem:
- Uma dieta muito baixa em carboidratos para permitir um controle mais rígido dos níveis de glicose.
- As quantidades de carboidratos permitidas são um máximo de 6 gramas para o café da manhã, 12 gramas para o almoço e 12 gramas para o jantar, que combinadas totalizam um máximo de 30 gramas de carboidrato por dia para todos os pacientes, independentemente de idade e peso.
- Evitar todos os alimentos com adição de açúcar ou mel como sobremesas, doces e bolos; todos os alimentos feitos de grãos e farinhas de grãos como pães, cereais matinais, massas e arroz; todos os vegetais contendo amidos como batatas, milho, cenouras, ervilhas, tomates e feijões; todas as frutas frescas ou secas e sucos de frutas; todos os laticínios exceto manteiga, creme de leite e queijos fermentados.
- O paciente assumir responsabilidade pelo controle de seus níveis de glicose o que inclui testar seu sangue até oito vezes ao dia. Buscar alcançar níveis de glicose quase constantes durante o dia todo.
- A perda de peso para pessoas obesas com diabetes tipo 2.
- Exercícios para todas as pessoas com diabetes tipo2.
- Dosagem basal e de bolus para insulino-dependentes.

## Vida profissional
Bernstein foi diretor emérito da Clínica de Doença Vascular Periférica da Faculdade de Medicina Albert Einsein no Centro Hospitalar Municipal do Bronx.

## Morte
Bernstein morreu no dia 15 de abril de 2025 aos 90 anos.

## Outros trabalhos
Bernstein desenvolveu o teste de perfusão ácida, também chamado de teste de Bernstein, para Síndrome de Zollinger–Ellison (ZES) e Doença do refluxo gastroesofágico (DRGE).